# Paranastatus verticalis
Paranastatus verticalis är en stekelart som beskrevs av Eady 1956. Paranastatus verticalis ingår i släktet Paranastatus och familjen hoppglanssteklar.
Artens utbredningsområde är:
- Fiji.
- Tonga.

Inga underarter finns listade i Catalogue of Life.